# Lipsko (loď)
Loď Lipsko je první z pěti sesterských lodí, které pro Dopravní podnik města Brna (DPMB) postavila loděnice firmy Jesko CZ v Hlavečníku. Do provozu lodní dopravy na Brněnské přehradě byla zařazena roku 2010 pod evidenčním číslem 4823.

## Historie
Z důvodu potřeby postupně obnovit flotilu lodí vyrobených v letech 1950–1961 objednal DPMB v roce 2009 sérii pěti nových plavidel za celkovou částku 73,915 milionů Kč u firmy Jesko CZ Pardubice. Stavba první lodě, která měla nahradit dožívajícího Pionýra a která byla pracovně pojmenována jako Pionýr II, začala v květnu 2009 po podepsání smlouvy se stavitelem. Trup byl vyroben ve Lhotce nad Labem, poté po vodě přetáhnut do loděnice v Hlavečníku u Přelouče, kde byla loď dokončena. O elektrickou výzbroj se postarala firma Regul Tech Hradec Králové. Ještě téhož roku bylo rozhodnuto plavidlo pojmenovat po partnerském městě města Brna, německém Lipsku, kde je naopak v provozu tramvaj Brno.

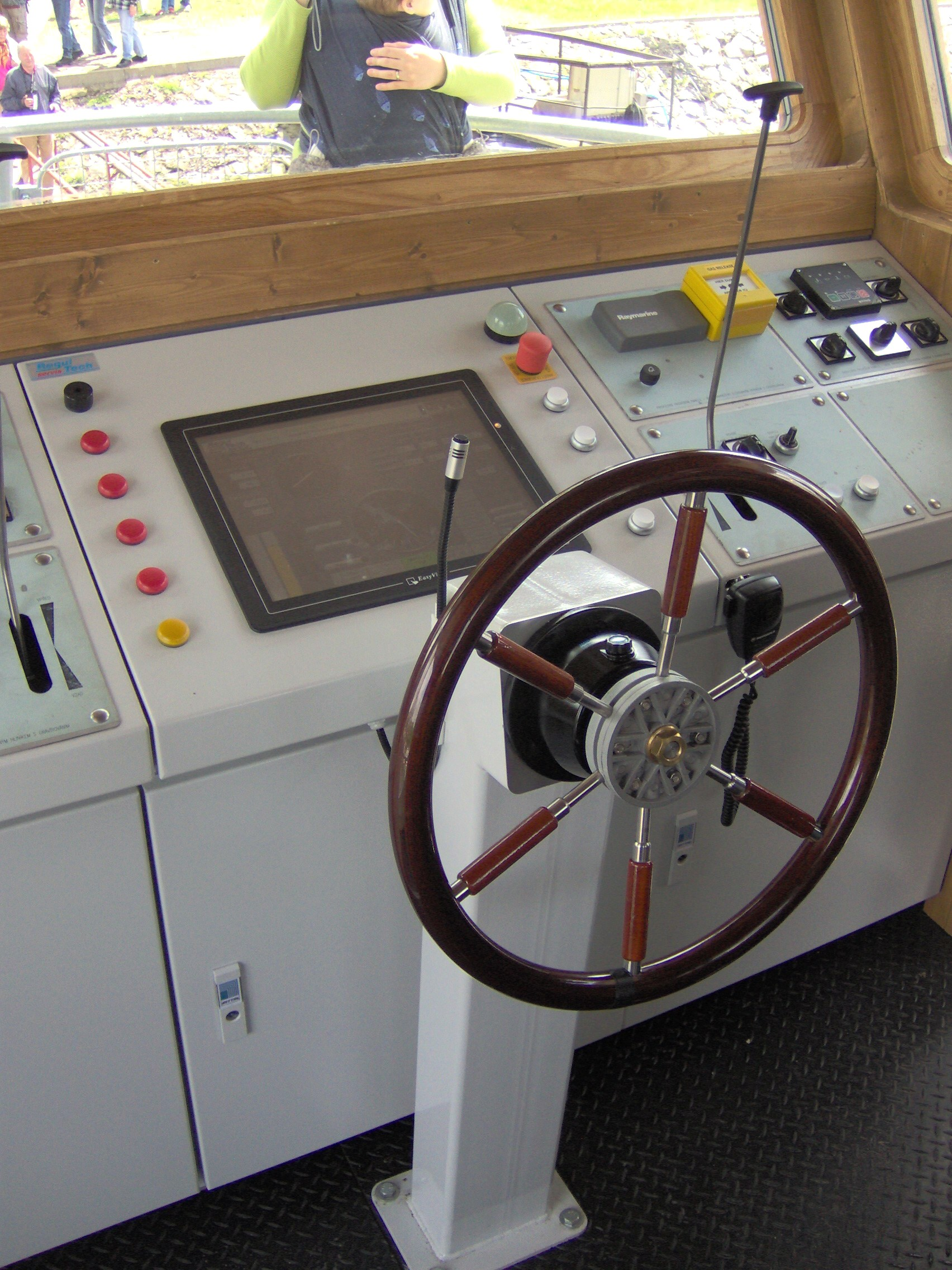
Kormidelna Lipska

Lipsko bylo během čtyř dnů přepraveno na silničním trajleru na Brněnskou přehradu, do místa svého působiště dorazilo 29. dubna 2010. Po zkompletování lodi (horní paluba, kormidelna, maketa komínu, elektrická výzbroj) byla 1. května poprvé zkušebně spuštěna na vodu. Křest plavidla a jeho slavnostní spuštění na hladinu přehrady proběhlo 8. května při příležitosti zahájení plavební sezóny na Brněnské přehradě. Z důvodu závady na elektroinstalaci (vypálení frekvenčního měniče), která byla způsobena bouřkou z 6. na 7. května, ale nebylo Lipsko zařazeno do provozu a DPMB musel počkat na dodávku náhradních dílů z Kanady. Zkušební plavby byly po opravě zahájeny na konci května a první plavba s cestujícími v pravidelném provozu proběhla 12. června 2010. Zpočátku se jednalo pouze o plavby na tzv. malém okruhu do Rokle a objednané jízdy, na velký okruh do Veverské Bítýšky mohlo Lipsko vyplout až po úpravě přístavních můstků 1. července 2010.
Po zkušenostech s prvním rokem provozu nové lodi vyhlásilo DPMB výběrové řízení na dodatečné úpravy plavidla. To vyhrála za částku 1 525 053 Kč firma Jesko CZ, která Lipsko vybavila příďovým dokormidlovacím zařízením, fotovoltaickými články na střeše kormidelny pro posílení uživatelské baterie, bezpečnostními brankami v hlavních vchodech a náporovými větracími kanály nad čelním oknem dolní paluby.

## Konstrukce
Loď Lipsko patří mezi velké lodě provozované DPMB na Brněnské přehradě. Jedná se o dvoupalubovou loď s horní (tzv. sluneční) palubou, v jejíž přední části se nachází kormidelna a vzadu maketa komínu (ve skutečnosti nádrž na vodu a sklad). Celá dolní paluba je uzavřená, v bezbarierovém provedení, v zadní části plavidla se záchody a schodištěm na horní palubu. Loď je poháněna asynchronním elektromotorem o výkonu 55 kW přes frekvenční měnič z trakční baterie.[zdroj⁠?!] Elektromotor uvádí do pohybu bronzovou čtyřlistou vrtuli o průměru 686 mm. Délka trupu činí 24,97 m, šířka 6,2 m, hmotnost prázdné lodi 58 t, maximální ponor dosahuje 1,25 m. Plavidlo může plout maximální rychlostí 15 km/h a pojme nejvýše 200 osob.